# Таснівка
Таснівка (рос. Таснивка) — річка в Україні, у Полонському районі Хмельницької області. Права притока Хомори, (басейн Прип'яті).

## Опис
Довжина річки приблизно 3,75 км, найкоротша відстань між витоком і гирлом — 1,94 км, коефіцієнт звивистості річки — 1,94. Річка формується 3 безіменними струмками та загатами.

## Розташування
Бере початок на південно-східній стороні від селища Понінка. Спочатку тече переважно на північний схід, потім повертає на північний захід і на південно-східній околиці Понінки впадає в річку Хомору, ліву притоку Случі.